# 액체 거울 망원경

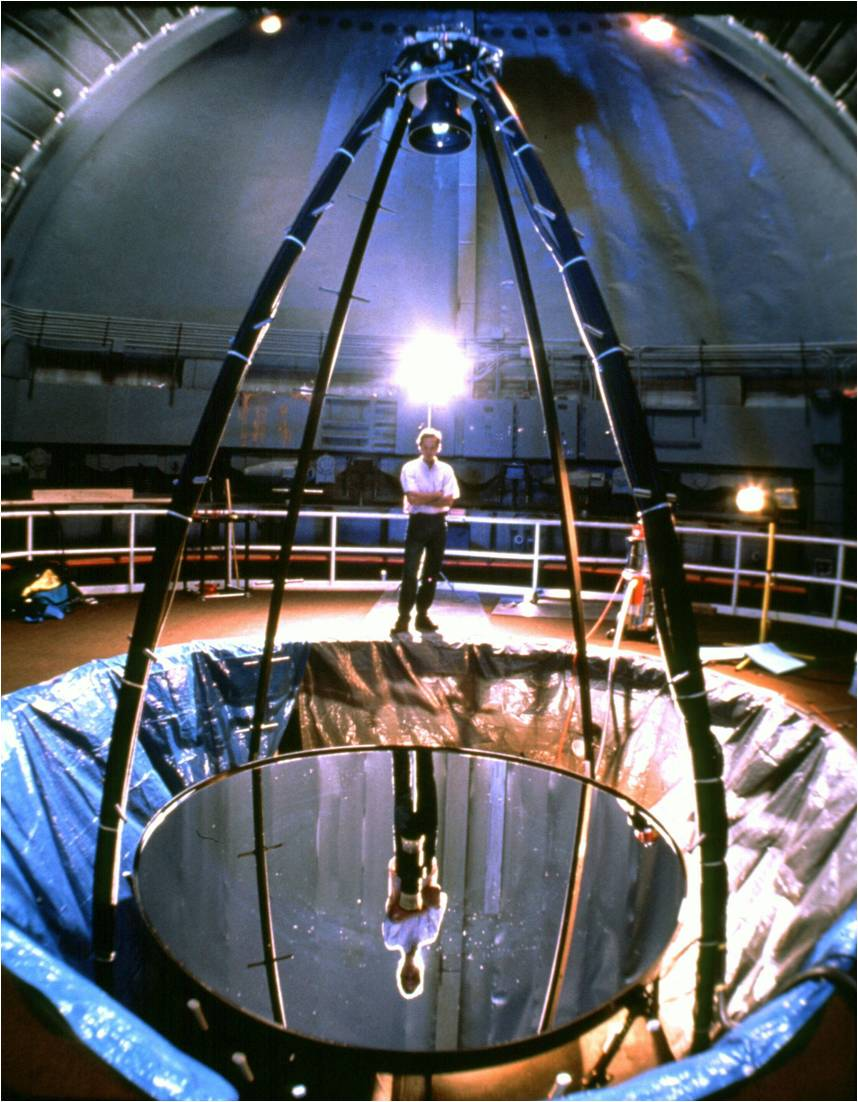

액체 거울 망원경은 반사성 액체로 만들어진 거울을 사용한 망원경이다. 천문학에서 주로 사용하는 망원경이다.

## 설명
액체 거울 망원경은 반사성 액체로 만들어진 거울을 가진 망원경이다. 가장 일반적으로 사용되는 액체는 수은이지만 다른 액체를 사용해도 작동한다.(예: 갈륨의 저융점 합금) 액체와 용기는 수직축을 중심으로 일정한 속도로 회전하며 이로 인해 액체 표면은 포물선 모양을 띠게 된다. 이 포물선 반사경은 반사망원경의 1차 거울 역할을 할 수 있다. 회전하는 수은 거울은 필요한 포물선 모양에 최대한 가까운 용기를 사용하여 액체 금속의 양을 줄이고 무게를 줄이기 위해 용기의 모양에 상관없이 동일한 표면 모양을 유지한다. 액체 거울은 기존의 대형 망원경의 저렴한 대안이 될 수 있다. 회전하는 액체 금속 거울은 주조, 연마 및 연마해야 하는 고체 유리 거울에 비해 제조 비용이 훨씬 저렴하다. 아이작 뉴턴은 회전하는 액체의 자유로운 표면이 원형 포물선을 형성하고 따라서 망원경으로 사용될 수 있지만 회전 속도를 안정화시킬 방법이 없었기 때문에 실제로 망원경을 만들 수는 없다고 언급했다. 이 개념은 나폴리 천문대(1850)의 에르네스토 카포치(1798년–1864년)에 의해 더욱 발전되었지만 1872년 뉴질랜드 더니딘의 헨리 스키가 최초의 작동하는 실험실 액체 거울 망원경을 건설하기 전까지는 아니었다. 또 다른 문제는 액체-금속 거울은 제니스 망원경에서만 사용될 수 있다는 것이다. 즉 똑바로 올려다보는 망원경이 관성 공간의 동일한 위치를 가리키며 있어야 하는 경우에는 적합하지 않다. (이 규칙에 대한 가능한 예외는 지구의 자기장에 영향이 있는 액체-거울 우주 망원경의 경우에 존재할 수 있다.)액체 거울 망원경은 아마도 우주선의 로켓으로 부드럽게 앞으로 추진함으로써 인공 중력으로 대체된다. 북극이나 남극에 위치한 망원경만이 상대적으로 정적인 하늘의 시야를 제공할 것이지만 수은의 결빙점과 위치의 원거리를 고려할 필요가 있을 것이다. 남극에는 이미 매우 큰 전파망원경이 존재하지만 북극이 북극해에 위치한 것과 마찬가지이다. 캐나다가 소유했던 대형 제니스 망원경의 수은 거울은 지금까지 만들어진 것 중 가장 큰 액체 금속 거울이었다. 지름이 6미터였고 분당 약 8.5회전의 속도로 회전했다. 그것은 2016년에 해체되었다. 이 거울은 백만 달러를 들여 만들어진 시험이었지만 시험장의 날씨 때문에 천문학에 적합하지 않았다. 2006년에 천문학적인 용도를 위해 더 큰 8미터 액체 거울 망원경 알파카를 건설하는 계획이 세워지고 있으며 총 집광 능력이 55미터 망원경과 동등한 66개의 개별 6.15미터 망원경으로 70미터 범위의 전력을 해결하는 라마라는 더 큰 프로젝트가 진행되고 있다. 보통 액체거울망원경의 거울은 두 축을 중심으로 동시에 회전한다. 예를 들어 지구 표면에 있는 망원경의 거울은 포물선 모양을 유지하기 위해 수직축을 중심으로 분당 몇 바퀴 회전하는 속도로 회전하고 또한 지구의 회전 때문에 지구의 축을 중심으로 하루에 한 바퀴 회전하는 속도로 회전한다. 일반적으로(망원경이 지구의 극 중 하나에 위치한 경우를 제외한다.) 두 회전은 지구의 국소 표면에 대해 정지해 있는 기준 프레임에서 거울이 양쪽 회전축에 대해 수직인 축이며 즉 동서로 정렬된 수평 축에 대한 토크를 경험하도록 상호작용한다. 미러는 액체이기 때문에 이 토크에 대응하여 조준 방향을 바꾼다. 거울이 겨냥된 하늘의 지점은 정확히 머리 위가 아니라 북쪽이나 남쪽으로 약간 이동한다. 변위량은 위도, 회전 속도, 망원경 설계의 변수에 따라 달라진다. 지구상에서 변위는 작고, 보통 몇 초의 아크초이지만 그럼에도 불구하고 천문학적 관측에서는 중요한 역할을 한다. 만약 망원경이 인공 중력을 생산하기 위해 회전하는 우주에 있다면 변위는 훨씬 더 클 수 있을 것이다. 이렇게 되면 망원경 작동이 복잡해진다.

## 같이 보기
- 천문학
- 망원경